# Фрасине (Гросето)
Фрасине (итал. Frassine) је насеље у Италији у округу Гросето, региону Тоскана.
Према процени из 2011. у насељу је живело 26 становника. Насеље се налази на надморској висини од 167 м.